# Chrysoperla pallida
Chrysoperla pallida is een insect uit de familie van de gaasvliegen (Chrysopidae), die tot de orde netvleugeligen (Neuroptera) behoort.
Chrysoperla pallida is voor het eerst wetenschappelijk beschreven door C.S. Henry, S.J. Brooks, P. Duelli & J.B. Johnson in 2002.
De soort is waargenomen in Groot-Brittannië, Frankrijk, Duitsland, Griekenland, Hongarije, Italië, Spanje en Zwitserland.